# Пет Маккормак
Пет Маккормак (англ. Pat McCormack, нар. 8 червня 1995) — англійський боксер, срібний призер Олімпійських ігор 2020 року, призер чемпіонатів світу та Європи.

## Любительська кар'єра
На Іграх Співдружності 2014 програв у першому бою Джозефу Кордіна (Уельс).
Чемпіонат Європи 2015
- 1/8 фіналу:Переміг Фатіха Келеша (Туреччина) — 3-0
- 1/4 фіналу:Переміг Йохана Ороско (Іспанія) — 3-0
- 1/2 фіналу:Переміг Евальдаса Петраускаса (Литва) — 3-0
- Фінал:Програв Віталію Дунайцеву (Росія) — 0-3

Чемпіонат світу 2015
- 1/16 фіналу:Переміг Дмитра Галагота (Молдова) — 3-0
- 1/8 фіналу:Програв Віталію Дунайцеву (Росія) — 0-3

Олімпійські ігри 2016
- 1/16 фіналу:Переміг Абилайхана Жусупова (Казахстан) — 2-1
- 1/8 фіналу:Програв Яснієру Толедо (Куба) — 1-2

Чемпіонат Європи 2017
- 1/16 фіналу:Переміг Саймонаса Баніса (Литва) — 5-0
- 1/8 фіналу:Переміг Адольфа Сілву (Швеція) — 5-0
- 1/4 фіналу:Переміг Сергія Собілінського (Росія) — 5-0
- 1/2 фіналу:Переміг Євгена Барабанова (Україна) — 5-0
- Фінал:Програв Абасу Барау (Німеччина) — 1-4

Чемпіонат світу 2017
- 1/16 фіналу:Переміг Джонатана де Олівейру (Бразилія) — 5-0
- 1/8 фіналу:Переміг Александроса Тсанікідіса (Греція) — 5-0
- 1/4 фіналу:Програв Шахраму Гіясову (Узбекистан) — 0-5

Європейські ігри 2019
- 1/16 фіналу:Переміг Ласло Козака (Узбекистан) — 5-0
- 1/8 фіналу:Переміг Павла Каманіна (Естонія) — 5-0
- 1/4 фіналу:Переміг Х'юго Мікаллефа (Монако) — 5-0
- 1/2 фіналу:Переміг Лоренсо Сотомайора (Азербайджан) — RSC
- Фінал:Переміг Харітона Агбу (Росія) — 5-0

Чемпіонат світу 2019
- 1/16 фіналу:Переміг Айдана Волша (Ірландія) — 3-2
- 1/8 фіналу:Переміг Лашу Гурулі (Грузія) — 5-0
- 1/4 фіналу:Переміг Севонреца Оказаву (Японія) — 3-2
- 1/2 фіналу:Переміг Бобо-Усмон Батурова (Узбекистан) — 5-0
- Фінал:Програв Андрію Замковому (Росія) — 0-4

Олімпійські ігри 2020
- 1/8 фіналу:Переміг Олександра Родіонова (Білорусь) — 5-0
- 1/4 фіналу:Переміг Бобо-Усмон Батурова (Узбекистан) — 4-1
- 1/2 фіналу:Пройшов Айдана Волша (Ірландія) — WO
- Фінал:Програв Роніелю Іглесіасу (Куба) — 0-5

## Таблиця професійних боїв
| 6 Перемог (4 нокаутом, 2 за рішенням суддів), 0 Поразок (0 нокаутом, 0 за рішенням суддів) |        |                 |        |             |                 |                             |          |
| Результат                                                                                  | Рекорд | Суперник        | Спосіб | Раунд, час  | Дата            | Місце проведення            | Примітки |
| Перемога                                                                                   | 2-0    | Деметрі Тренель | TKO    |             | 22 липня 2022   | Vertu Motors Arena, Ньюкасл |          |
| Перемога                                                                                   | 1-0    | Джастін Мендзі  | TKO    | 1 (6), 1:38 | 25 березня 2022 | Utilita Arena, Ньюкасл      |          |